# Franz Xaver Chwatal

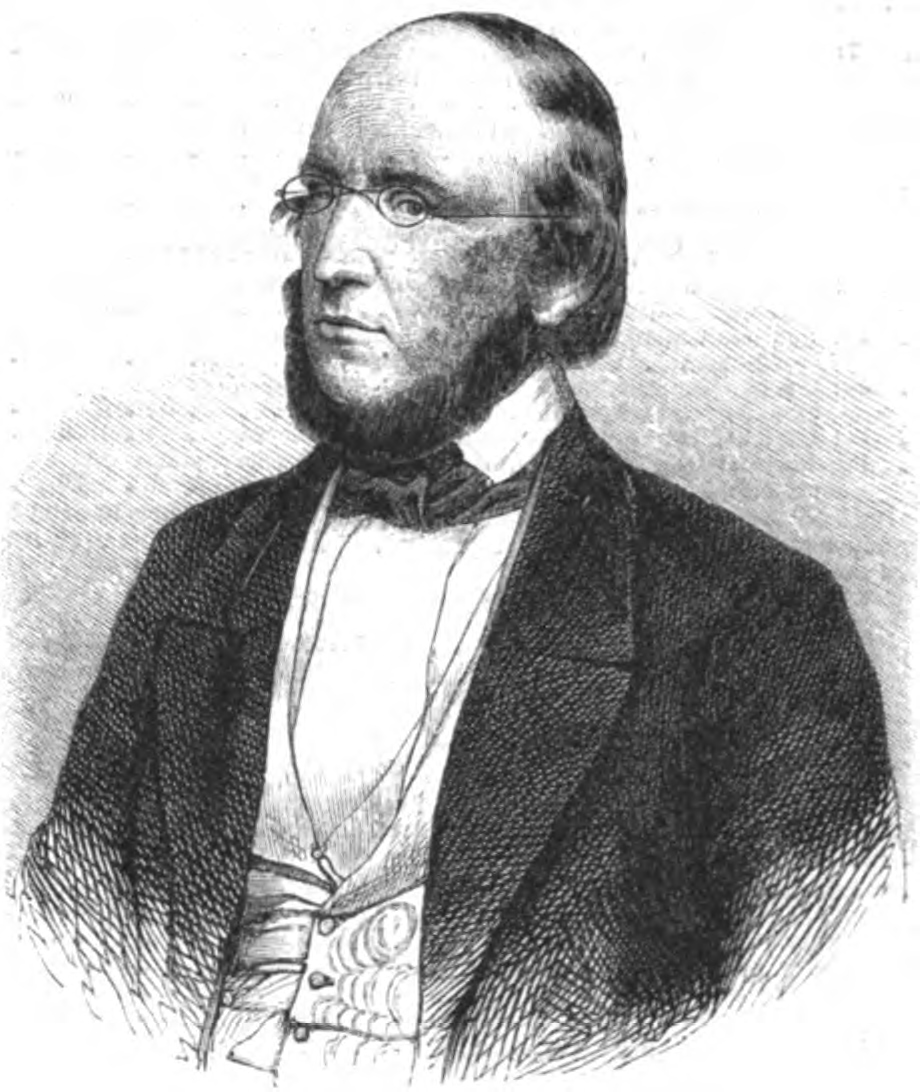
Franz Xaver Chwatal

Franz Xaver Chwatal, född 19 juni 1808 i Rumburg, Böhmen, död 24 juni 1879 i Elmen, var en böhmisk-tysk musiker. Han var bror till Carl Joseph Chwatal.
Chwatal bodde mest i Magdeburg och skrev en mängd pianosaker, i synnerhet salongsmusik och annat.